# Абрахам Соха
Абрахам Соха (пол. Abraham Socha; бл. 1350 — 12 серпня 1399) — військовий та політичний діяч королівства Польського.

## Життєпис
Польського шляхетського роду Сох гербу Наленч. Син Седзівоя Сохи. Народився близько 1350 року в Крайкові. Відомості про нього обмежені. У 1382 році отримав від плоцького князя Земовита IV села Борково та Снєдзаново. Разом з тевтонськими лицарями брав участь у походах на Литву.
У 1383 році він був призначений воєводою Плоцьким. Допомагав князю у збройних боях за трон королівства Польського. У 1383 році він захопив місто і замок у Ковалі для плоцького князя. 2 березня 1384 року брав участь в сеймі у Радомі, де виступив проти Сигізмунда Люксембурга на троні Польщі. У травні виступив проти бжесць-куявського воєводи Штібора Штіборіці (прихильником Сигізмунду), з яким вів запеклі бої. У липні вів бої вже проти Сигізмунда Люксембурга, що намагався зайняти Краків. Відступ останнього призвів до припинення угорсько-польської унії. Намагався організувати шлюб королеви Ядвіги з Земовитом IV, але марно.
У 1389 році він був спрямований за наказом короля Владислава II Ягайла спустошити село Гнєзненського архієпископства. Разом із князем земовитом IV був відлучений від церкви Генриком VIII Легницьким, єпископом Куявії. Потім командував військами, які зайняли Бжесть і Крушвицю, після чого здалася вся Куявщина. Був призначений крушвицьким старостою.
1399 року брав участь у битві на Ворсклі, де загинув.